# Conrad Loddiges
Conrad Loddiges est un botaniste et un horticulteur britannique d’origine  allemande, né en 1738 à Vristerbholtzen près de Hanovre et mort le 13 mars 1826 à Hackney dans Londres.
Il vient en Grande-Bretagne vers 1761 comme jardinier auprès de Sir John B. Silvester à Hackney. En 1771, il reprend la pépinière fondée par John Busch (v. 1730-1838). Il transmettra cette entreprise à ses fils William Loddiges (v. 1776-1849) et George Loddiges (1784-1846). Conrad Loddiges introduit des plantes qu’il reçoit de François André Michaux (1770-1855) et de John Bartram (1699-1777). John Sims (1749-1831) lui dédie en 1808 le genre Loddigesia de la famille des Leguminosae.